# Estación de Colliers Wood
Colliers Wood es una estación del metro de Londres situada en el barrio de Colliers Wood, municipio de Merton, en Londres, Reino Unido.
Inaugurada en 1926, tiene servicios de la Northern Line.